# レイモン・バール
レイモン（レモン）・バール（フランス語: Raymond Barre、発音例、1924年4月12日 - 2007年8月25日）は、フランスの政治家、経済学者。1976年8月から1981年5月まで首相を務め、それ以前は欧州委員会副委員長、対外貿易相などを歴任した。

## 経歴
1924年4月12日にレユニオン島（フランスの海外領土）のサン＝ドニに誕生する。1950年に法律及び経済学の教授資格（アグレガシオン）を取得する。パリ政治学院の教授を経て、1959年1月から1962年4月まで産業貿易省の大臣であったジャン＝マルセル・ジャンネイの官房長を務めた。その後1967年7月にド・ゴール大統領によって欧州委員会副委員長に推薦され、1973年1月までブリュッセルで勤務する。1976年8月に対外貿易相として入閣する。

## 首相
1974年5月にジスカール・デスタンが大統領に就任すると、バールを「フランス最高の経済学者」と評価し、首相兼経済・財政相に任命した。第五共和政において、首相と蔵相を1人の人物が兼ねることは例外的であった。1978年3月に蔵相の兼務を解除したが、1981年4月に実施された大統領選挙でジスカール・デスタンが社会党のフランソワ・ミッテランに敗北し、同年5月まで首相職にあった。
首相としてはジスカール・デスタン政権自体が旧ド・ゴール派の流れを汲み、バールの前任者であるジャック・シラクが党首である共和国連合と中道右派の民主連合の連合体であったため、両党の対立に直面せざるを得なかった。もっとも両党の対立にもかかわらず、1978年3月の国民議会選挙では過半数を獲得して左翼に勝利した。
経済情勢ではバール内閣は危機的状況に直面していた。バールは終始インフレ抑制と公共支出の削減・産業界のリストラを主唱した。労働組合の反対に直面した際も、ストライキを行う労働組合を「旗のポーター」と皮肉って対決姿勢を鮮明にした。バールは「不平を言うのではなく、一生懸命に働け」と労働者に訴えた。これは1つの正論であったが、石油危機を脱却するための有効な手を打てず国民に責任転嫁するものとも受け取られ、フランス史上最も有権者に嫌われた首相の1人となってしまった。

## 首相辞職後
1981年5月の内閣総辞職後は、同年7月から2002年6月まで民主連合所属のローヌ県選出国民議会議員として在職した。1980年代を通じて右翼（ここでは広く保守中道の意味）陣営の主導権をめぐり、共和国連合総裁のシラクと対峙した。バールはコアビタシオンを第五共和政の理念とは反すると考え、1986年3月の国民議会選挙で保守が勝利すると、シラク主導の組閣を許した。1988年4月に実施された大統領選挙では民主連合から立候補したが、ミッテランとシラクに次ぐ3位に終わった。その後は1995年6月から2001年3月までリヨン市長を務めた。
2007年8月25日にパリのヴァル・ド・グラース軍病院にて、心臓病のため83歳で死去した。

## 家族
1954年11月にエヴァ・ヘゲデスと結婚し、2人の子女が誕生した。